# Tegastes georgei
Tegastes georgei is een eenoogkreeftjessoort uit de familie van de Tegastidae. De wetenschappelijke naam van de soort is voor het eerst geldig gepubliceerd in 1970 door Marcus & Masry.